# ۱۰۲ (پیش از میلاد)
۱۰۲ (پیش از میلاد) ۱۰۲مین سال قبل از تقویم میلادی است.